# Arcieparchia di Ahwaz
L'arcieparchia di Ahwaz (in latino Archieparchia Ahvasiensis Chaldaeorum) è una sede della Chiesa cattolica caldea in Iran suffraganea dell'arcieparchia di Baghdad dei Caldei. Nel 2022 contava 25 battezzati. La sede è vacante.

## Territorio
L'arcieparchia si estende su un vasto territorio dell'Iran, compreso tra i seguenti confini: a nord il 33º parallelo, a est gli stati dell'Afghanistan e del Pakistan, a sud il golfo Persico e ad ovest l'Iraq.
Sede arcieparchiale è la città di Ahwaz, dove si trova l'unica parrocchia dell'arcieparchia, dedicata a San Mesrob.

## Storia
Ahwaz, conosciuta in epoca persiana con il nome di Hormizd Ardashir, fu sede in antichità di una diocesi nestoriana, attestata dal IV all'XI secolo, suffraganea dell'arcidiocesi di Beth Lapat. Questa diocesi probabilmente scomparve, come molte delle diocesi della Chiesa d'Oriente, nel XIII secolo.
L'arcieparchia cattolica è stata eretta il 3 gennaio 1966 con la bolla Ex quo tempore di papa Paolo VI, ricavandone il territorio dall'arcieparchia di Senha (oggi arcieparchia di Teheran). Motivo dell'erezione di questa sede fu una presenza significativa di fedeli caldei che lavoravano nelle industrie petrolchimiche del sud del Paese.
L'arcieparca Hanna Zora fu espulso dal Paese nel 1987. Da allora l'arcieparchia è retta, in qualità di amministratore patriarcale, dagli arcieparchi di Teheran.
In base ai dati statistici la presenza caldea in questo territorio è quasi completamente scomparsa.

## Cronotassi dei vescovi
Si omettono i periodi di sede vacante non superiori ai 2 anni o non storicamente accertati.
- Thomas Michel Bidawid † (6 gennaio 1966 - 24 agosto 1970 dimesso[1])
- Samuel Chauriz, O.A.O.C. † (18 gennaio 1972 - 1º maggio 1974 nominato arcivescovo di Urmia)
- Hanna Zora † (1º maggio 1974 - 10 giugno 2011 nominato arcivescovo, titolo personale, di Mar Addai di Toronto)
  - Ramzi Garmou, dal 2013 (amministratore patriarcale)

## Statistiche
L'arcieparchia diocesi nel 2022 contava 25 battezzati.
| anno | popolazione | popolazione | popolazione | presbiteri | presbiteri | presbiteri | presbiteri                | diaconi | religiosi | religiosi | parrocchie |
| anno | battezzati  | totale      | %           | numero     | secolari   | regolari   | battezzati per presbitero | diaconi | uomini    | donne     | parrocchie |
| ---- | ----------- | ----------- | ----------- | ---------- | ---------- | ---------- | ------------------------- | ------- | --------- | --------- | ---------- |
| 1980 | 1.700       | ?           | ?           | 1          | 1          |            | 1.700                     |         |           |           | 1          |
| 1990 | 300         | ?           | ?           | 1          |            | 1          | 300                       |         | 1         |           | 4          |
| 1997 | 350         | ?           | ?           | 1          |            | 1          | 350                       |         | 1         |           | 4          |
| 2000 | 350         | ?           | ?           | 1          |            | 1          | 350                       |         | 1         |           | 4          |
| 2001 | 350         | ?           | ?           | 1          |            | 1          | 350                       |         | 1         |           | 4          |
| 2003 | 100         | ?           | ?           | 1          |            | 1          | 100                       |         | 1         |           | 1          |
| 2004 | 60          | ?           | ?           | 1          |            | 1          | 60                        |         | 1         |           | 1          |
| 2005 | 65          | ?           | ?           | 1          |            | 1          | 65                        |         | 1         |           | 1          |
| 2006 | 50          | ?           | ?           | 1          |            | 1          | 50                        |         | 1         |           | 1          |
| 2009 | 30          | ?           | ?           | 1          |            | 1          | 30                        |         | 1         |           | 1          |
| 2012 | 50          | ?           | ?           |            |            |            |                           |         |           |           | 1          |
| 2015 | 40          | ?           | ?           |            |            |            |                           |         |           |           | 1          |
| 2018 | 25          | ?           | ?           |            |            |            |                           |         |           |           | 1          |
| 2020 | 25          | ?           | ?           |            |            |            |                           |         |           |           | 1          |
| 2022 | 25          | ?           | ?           |            |            |            |                           |         |           |           | 1          |